# Björn Löfström
Björn Löfström, född 1950 i Dikanäs i Vilhelmina i södra Lappland, är en svensk författare och journalist.
Löfström gick högstadiet i Tärnaby och studerade senare också på universitet i Umeå, Helsingfors och Oslo. Därefter arbetade han som journalist i Moskva och var medarbetare på Aftonbladet, Kvällsposten, Dagens Nyheter och Sveriges Radio.
Som författare debuterade han med 2011 års roman Babels torn i Bojtikken, vilken utspelar sig i den fiktiva byn Bojtikken (vilken motsvarar Löfströms födelseby Dikanäs) under 1960-talet. För denna fick Löfström motta Norrlands litteraturpris 2012. Juryns motivering löd: ”Löfströms sätt att placera världsskeenden i den lilla byn, hans ömsinta och fördomsfria beskrivningar av hög som låg, lapp, halvlapp, tattare och borgarbracka, är genialiska. Med stark igenkänningsfaktor beskriver han det där speciella avståndet till de vuxna (och närheten), det märkliga sättet att lägga innebörd i vad de vuxna menade med politik, det där chosefria och osentimentala i förhållande till det avvikande eller allmänt konstiga, och storpolitiska namn man bara hörde: Krutt-joff. Och byar och fjäll; Stensele, Storuman, Vilhelmina, Marsfjället.”

## Priser och utmärkelser
- 2012 - Norrlands litteraturpris

### Fotnoter
1. ↑  ”Björn Löfström”. Libris.kb.se. http://libris.kb.se/hitlist?q=bj%C3%B6rn+l%C3%B6fstr%C3%B6m&r=&f=simp&t=v&s=c&g=&m=10. Läst 10 juni 2012.
2. ↑  ”Björn Löfström”. Ersatz förlag. http://www.ersatz.se/forf_lofstrom.htm. Läst 10 juni 2012.
3. ↑  Meidell, Sara (29 maj 2012). ”Björn Löfström får Norrlands litteraturpris”. Västerbottens-kuriren. http://www.vk.se/639837/bjorn-lofstrom-far-norrlands-litteraturpris. Läst 10 juni 2012.